# Apocephalus atavus
Apocephalus atavus är en tvåvingeart som beskrevs av Brown 1996. Apocephalus atavus ingår i släktet Apocephalus och familjen puckelflugor.
Artens utbredningsområde är Costa Rica. Inga underarter finns listade i Catalogue of Life.